# Xã Delaware, Quận Polk, Iowa
Xã Delaware (tiếng Anh: Delaware Township) là một xã thuộc quận Polk, tiểu bang Iowa, Hoa Kỳ. Năm 2010, dân số của xã này là 8.317 người.